# 臺東重安霍亂事件
臺東重安霍亂事件發生於臺灣臺東縣成功鎮重安部落，該起霍亂傳染事件共計造成64名重安部落村民罹難。目前針對該事件成功鎮公所與重安公墓園區內設有一座紀念碑以慰靈事件罹難者。

## 事件背景
第二次世界大戰戰後1946年，國民政府接收台灣初期，4月25日一艘來自中國大陸溫州地區的帆船靠抵基隆港，臺灣省檢疫總所派員進行船員檢疫後發現有船員感染霍亂之情形，隨即指示各縣市檢疫所進行預防性疫苗注射與加強海岸及機場等關口檢疫作業。
1946年5月3日自基隆地區爆發之霍亂疫情已稍稍減緩，然而傳染範圍擴散至臺灣中南部地區，直到4月29日前已造成24人因病死亡。對此政府單位除加強預防性疫苗注射外，如發現住民群聚地區爆發霍亂疫情，即隔離封鎖整個地區進行治療。
1946年7月初霍亂疫情已蔓延至臺灣東部地區，宜蘭、蘇澳、成功，以及臺東地區皆出現霍亂群聚感染狀況，尚未爆發霍亂疫情之花蓮縣地方政府即下令嚴禁疫區所生產之農漁牧產輸入花蓮縣境內。臺北縣新莊地區也再度檢驗到有住民感染霍亂，並立即隔離治療，防止疫情再次擴散。臺東縣地區都威（今已改為重安）、妙汝灣等地也陸續出現霍亂疫情，臺東縣政府衛生局統計，截止至8月霍亂感染致死者8月2日2人，3日13人、6日6人、8日13人。雖衛生局立即派員前往治療，然成效不彰，疫情持續擴散。

## 事件經過

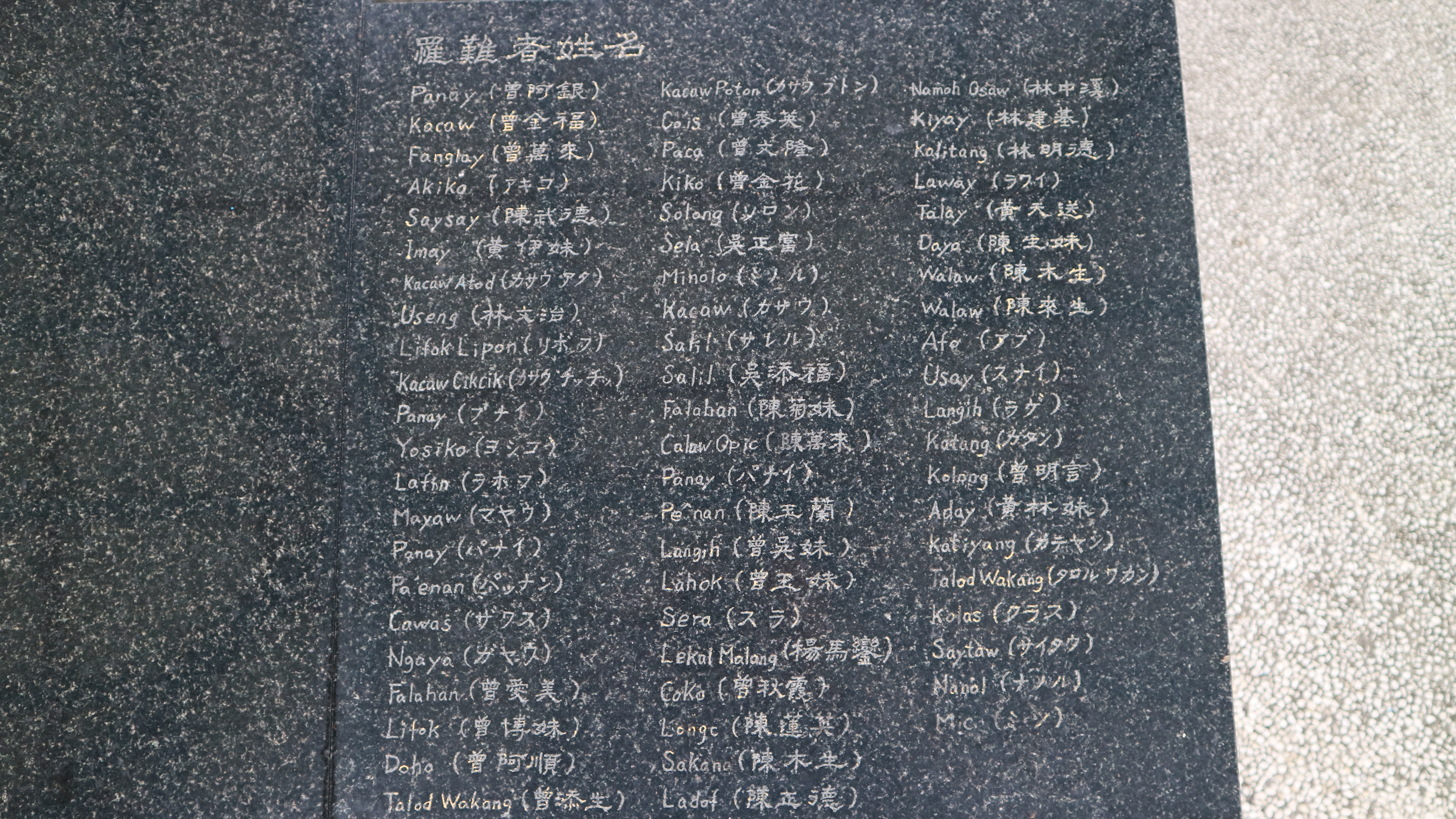
罹難者名單。

重安霍亂事件發生於1946年7月，當時正處於第二次世界大戰日本戰敗結束後，臺灣總督府與接收臺灣之國民政府交結時期。一位入贅宜灣部落的重安部落年長者在海岸邊撿拾海藻後食用，引發腹瀉的現象，並回到重安部落休養治療。在此後病情逐漸傳開，形成傳染病。
集體感染事件爆發後，重安部落居民原先希望能將村內體弱多病的年長者先行遷移至鄰近的宜灣部落躲避傳染病，但得知疫情的宜灣部落拒絕重安部落的居民入村，因此只得讓年長者與受感染之村民繼續群聚生活。也因為戰後日本醫療人員均已遣送回國，國民政府接收初期資源缺乏，受感染者僅能獲得簡易治療。
經臺東縣政府衛生局人員檢驗確認傳染病為霍亂後整座重安部落遭完全隔離，交通遭到管制無法出入，大多數受感染居民因僅能獲得簡易治療，使得醫療環境十分糟糕，許多居民遭感染後二至三日內便氣絕身亡。而村民的遺體分別有12具於北都威溪出海口南邊焚燒，52具於海老溪出海口上游350公尺處焚燒。
由於國民政府於接收臺灣初期，規劃在1946年4月到9月之間，進行戶口清查作業，當時原住民族人也開始進行漢名化，卻也因此導致重安部落的戶口清查作業尚未執行，再加上霍亂事件爆發後重安部落內政務混亂，使得罹難者遺體未經醫師診斷死亡並且戶口清查尚未完成便直接進行火化。後續也未撿骨埋葬與設置墓碑，使得事件後沒有留下文獻紀錄以確認所有霍亂罹難者姓名與人數。重安霍亂事件於爆發一個月後疫情才開始獲得控制。

## 後續發展

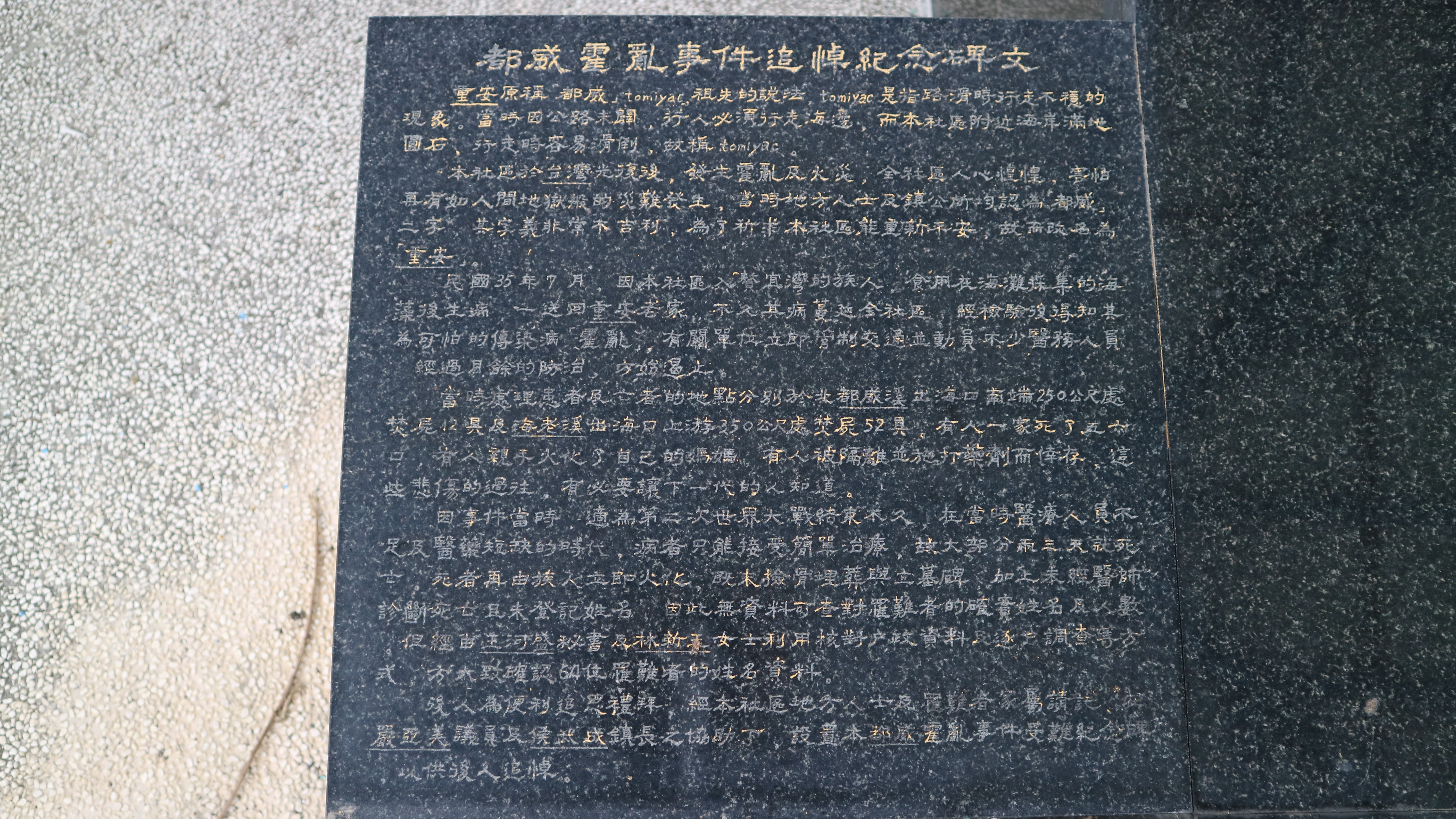
事件始末記述。

2004年霍亂事件罹難者家屬之一的林新玉，其父親在她年僅三歲時就因霍亂傳染死亡，卻因事件毫無紀錄，因此與重安部落文史工作室曾秀美與朱士杰兩人合作下，開始調查整起事件的始末與正確的罹難者名單。起初的調查中，因日治時期交接至國民政府時期的戶籍資料不甚完整，使得清查出的霍亂罹難人數一直有出入，記載有80多人死亡，也有一說是54人罹難。
得知調查事件的成功鎮公所王河盛秘書主動協助調查，比對日治時期與戰後國民政府完成清查的的戶政資料，得出可能的罹難人數。之後再由林新玉與曾秀美進入部落內逐戶訪查，才大致確認63位罹難者的姓名。該年清明節，由林新玉促成下，重安部落舉辦了霍亂事件後的第一次罹難者公祭，為事發58週年首次舉辦公祭典禮。罹難者家屬也前往當初簡易火化的地點，象徵性挖取一些砂土，以代表罹難者骨骸，遷至重安公墓園區下葬。
2005年重安部落舉行霍亂事件追思儀式，並且事件當時有部分罹難者是在北都威溪出海口附近火化，因此部分家屬建議下，也來到第二處火化地點挖取砂土後，遷至重安公墓園區下葬。爾後開始每年都會舉辦霍亂事件追思儀式，並由重安當地的基督教長老教會與天主教教會輪流舉行。
臺東縣議會嚴亞美議員，曾在縣議會2005年第7次大會中提案興建「重安部落霍亂事件」紀念碑，經大會決議通過後，送交臺東縣政府委託成功鎮公所辦理，於同年年底編列新臺幣50萬元發包施工，2006年7月底完成重安部落霍亂事件紀念碑。

## 資料來源
1. ↑  . 原住民委員會. 2011-04-16  [2018-01-16]. （原始内容存档于2019-01-17） （中文（臺灣））.
2. ↑  . 民報. 1946-04-26  [2018-01-17] （中文（臺灣））.[]
3. ↑  . 民報. 1946-05-03  [2018-01-17] （中文（臺灣））.[]
4. ↑  . 民報. 1946-08-11  [2018-01-17] （中文（臺灣））.[]
5. 1 2  . 文化部. 2008-11-05  [2018-01-16]. （原始内容存档于2019-02-13） （中文（臺灣））.
6. 1 2 3 4  黃冠元. . 臺灣時報. 2012-04-05  [2018-01-16]. （原始内容存档于2019-01-11） （中文（臺灣））.
7. 1 2 3  法物(口勒). . 原住民新聞台. 2014-04-06  [2018-01-16]. （原始内容存档于2019-01-20） （中文（臺灣））.
8. 1 2  . 文化部. 2013-03-15  [2018-01-16] （中文（臺灣））.[]
9. 1 2 3 4  王河盛.  (PDF). 臺東縣政府. 2008-11  [2018-01-16]. （原始内容 (PDF)存档于2016-09-09） （中文（臺灣））.
10. 1 2 3 4  . 文化部. 2012-04-04  [2018-01-16]. （原始内容存档于2019-01-17） （中文（臺灣））.